# Fernando Rubio
Fernando Rubio (Partido de San Fernando, 16 de octubre de 1920 - Buenos Aires, 13 de julio de 2003) fue un futbolista de nacionalidad argentina que se desempeñaba como defensor o mediocampista. Es el primer jugador en la historia de Tigre en ascender como campeón dos veces a la Primera División de Argentina.

## Historia
Tentado por Tigre cuando la institución se muda a Victoria, comienza participando en la cuarta especial. Su debut se produce el 25 de septiembre de 1938, ante Ferro Carril Oeste. Logró marcar su primer gol el 3 de diciembre de 1939, frente a Platense, de penal. 
En posición de defensor, actuó en distintos puestos de la defensa y el mediocampo, hasta llegando a ocupar la posición de centrodelantero durante seis partidos en 1946. Ese año además ocupó las siguientes posiciones: 4 como central derecho, 3 como medio derecho, 2 central izquierdo, 3 medio izquierdo y 2 como medio central. 

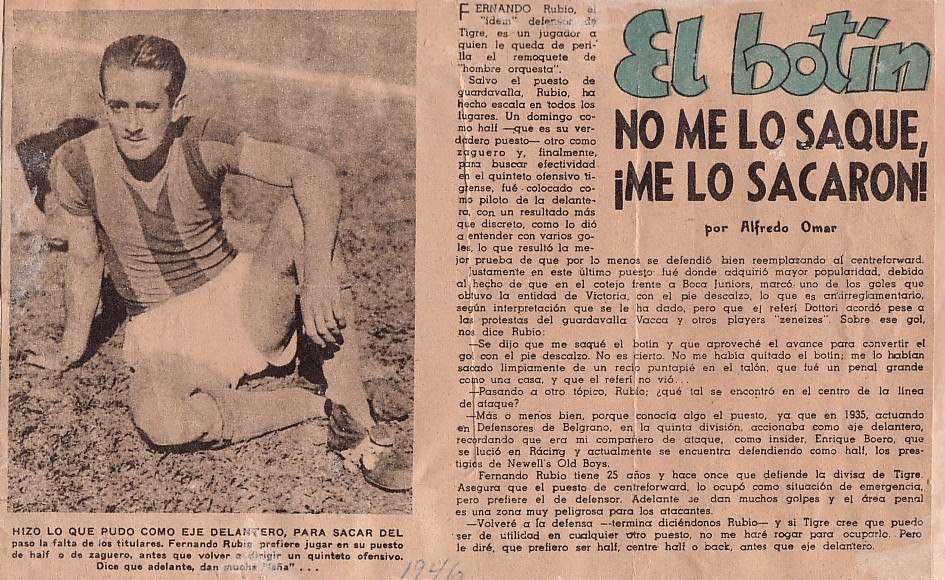
Recorte periodístico sobre el gol descalzo a Boca Juniors.

Rubio trascendió en los medios nacionales en 1946 por un hecho muy particular: en un partido de visitante frente a Boca Juniors, el 15 de septiembre, marcó un gol descalzo.
Siguió su carrera en Independiente, jugando de centrocampista, donde entre 1950 y 1952 disputó 48 partidos, marcando 2 goles. Al año siguiente retornó al Matador para disputar su última temporada. Luego de una fractura de tibia y peroné, decidió abandonar la práctica activa del fútbol en 1954, pero se mantuvo siempre unido a Tigre, alentando desde las tribunas. 
Ostenta el logro, junto a Martín Galmarini, de ascender dos veces a la Primera División de Argentina, conseguido al obtener los campeonatos de 1945 y 1953. Por su sacrificio en la cancha, se ganó el reconocimiento masivo de los hinchas de Tigre, en donde disputó un total de 256 encuentros y convirtió 14 goles a lo largo de 12 temporadas.

## Trayectoria
| Club          | País      | Período   |
| ------------- | --------- | --------- |
| Tigre         | Argentina | 1938-1949 |
| Independiente | Argentina | 1950-1952 |
| Tigre         | Argentina | 1953      |

## Palmarés

### Campeonatos nacionales
| Campeonato       | Club  | País      | Año  |
| ---------------- | ----- | --------- | ---- |
| Segunda División | Tigre | Argentina | 1945 |
| Primera B        | Tigre | Argentina | 1953 |

### Campeonatos oficiales no regulares
| Campeonato         | Club  | País      | Año  |
| ------------------ | ----- | --------- | ---- |
| Torneo Preparación | Tigre | Argentina | 1944 |